# Arquettes-en-Val
Arquettes-en-Val – miejscowość i gmina we Francji, w regionie Oksytania, w departamencie Aude. W 2013 roku jej populacja wynosiła 85 mieszkańców. 